# Magomed Imranowitsch Abdulajew
Magomed Imranowitsch Abdulajew (russisch Магомед Имранович Абдулаев; * 18. Juni 1961 im Dorf Gamsutl, Rajon Gunib, Dagestanische ASSR, UdSSR; † 5. Januar 2023 in Machatschkala, Dagestan, Russland) war ein russischer Politiker aus Dagestan.

## Biographie
Abdulajew war ein ethnischer Aware. Zwischen 1987 absolvierte er die Staatliche Dagestanische Lenin-Universität. Anschließend war er bis 1995 als Wissenschaftler und Pädagoge tätig.
Von 1998 bis 2000 lehrte Abdulajew als Professor im Lehrstuhl für Rechts- und Staatstheorie an der Staatlichen Universität St. Petersburg des russischen Innenministeriums.
2002 zog Abdulajew nach Moskau und wurde zum Assistenten eines Mitglieds des Föderationsrates.
Zwischen 2004 und 2009 war er Lehrstuhlinhaber im Institut für staatliche Verwaltung und Recht an der Staatlichen Universität für Management.
Im Oktober 2009 wurde Abdulajew per Erlass zum stellvertretenden Regierungsvorsitzenden der Republik Dagestan ernannt. Am 20. Februar 2010 wurde er vom neu gewählten Präsidenten Dagestans Magomedsalam Magomedow zum Regierungschef berufen. Diesen Posten bekleidete er bis Ende Januar 2013.
Von 2013 bis 2017 leitete Abdulajew die Staatliche Pädagogische Universität von Dagestan.
Abdulajew kam am 5. Januar 2023 bei einem Autounfall in Machatschkala ums Leben.